# Store Gud, med skäl du klagar
Store Gud, med skäl du klagar är en kristen psalm. Texten är skriven av Samuel Ödmann.

## Publicerad i
- 1819 års psalmbok, som nummer 388 under rubriken "Med avseende på särskilda personer, tider och omständigheter: Allmänna bön- och klagodagar".
- Den svenska psalmboken 1937, som nummer 159 under rubriken "Botdagen".